# Kilenced (adó)
A kilenced (latinul: nonæ) a jobbágyok adója volt a középkori Magyarországon. Már Károly Róbert korában szedték az ország legnagyobb részén, Nagy Lajos király 1351-ben kiadott dekrétuma pedig egységesítette: eszerint minden jobbágy köteles volt terményének kilencedik tizedét a földesúrnak adni (a tizedik tizedet pedig az egyháznak, ez volt a decima vagy dézsma). Eleinte természetben, a kései középkorban pénzben kellett fizetni a termés, illetve a juhok, kecskék és méhek szaporulata alapján. 
A kilenced bevezetése részben a földesurak bandériumállítási kötelezettségét ellensúlyozta, ennek ellenére a földesurak nem fogadták szívesen, és a király csak büntetésekkel tudta érvényesíteni a törvényt. Másrészt azonban, mivel az egységes adózás hiányában a jobbágyok hajlamosak lettek volna a királyi birtokoknál alacsonyabb adót kiszabó nagybirtokosok szolgálatába szegődni, a kilenced bevezetése a királyi vagyon védelmét szolgálta.
Ha valamelyik földesúr nem szedte be a kilencedet, azon a birtokon a király javára szedték be.
A kilencedet az 1836. évi XII. törvénycikk szüntette meg.